# الگین (اورگن)
الگین (به انگلیسی: Elgin) شهری در شهرستان یونیون ایالت اورگن است و در سرشماری سال ۲۰۱۱ میلادی، ۱٬۷۱۱ نفر جمعیت داشته که نسبت به سال ۲۰۱۰، ۰٫۸۲ درصد رشد جمعیت داشته‌است.